# Lutobrok
Lutobrok (prononciation : [luˈtɔbrɔk]) est un village polonais de la gmina de Zatory dans le powiat de Pułtusk de la voïvodie de Mazovie dans le centre-est de la Pologne.
Il se situe à environ 10 kilomètres au nord-est de Zatory (siège de la gmina), 13 kilomètres à l'est de Pułtusk (siège du powiat) et à 54 kilomètres au nord de Varsovie (capitale de la Pologne).
Le village compte approximativement une population de 154 habitants en 2006.

## Histoire
De 1975 à 1998, le village appartenait administrativement à la voïvodie d'Ostrołęka.